# Juin 2016
Juin 2016 est le 6e mois de l'année 2016.

## Événements
- Crues et inondations en France et dans d'autres pays d'Europe.
- 1er juin : en Suisse, le tunnel de base du Saint-Gothard, le plus long du monde avec 57 km parcourus sous le Saint-Gothard, est inauguré.
- 4 et 5 juin : Garbiñe Muguruza et Novak Djokovic remportent l'édition 2016 du tournoi de Roland-Garros.
- 5 juin :
  - élection présidentielle au Pérou (2e tour),  Pedro Pablo Kuczynski est élu ;
  - référendums en Suisse ;
  - Zootopie devient le 4e film d'animation de l'Histoire à passer le milliard de dollars de recettes au box-office mondial.
- 5 et 19 juin : élection municipale à Rome et dans d'autres villes d'Italie.
- 6 juin : élections législatives à Sainte-Lucie.
- 7 juin : un attentat dans le centre d’Istanbul en Turquie fait 11 morts[1].
- 8 juin : un attentat dans un café de Tel Aviv fait 4 morts et 11 blessés.
- 10 juin : ouverture de l'Euro de football en France.
- 12 juin : une fusillade revendiquée par l'État islamique fait 49 morts et 53 blessés dans une discothèque LGBT de Floride.
- 13 juin : 
  - l'État islamique revendique l'assassinat de deux fonctionnaires du ministère de l'Intérieur, un policier et sa conjointe agent administratif, à Magnanville en Île-de-France ;
  - l'Union américaine d'astronomie annonce que Kepler-1647 b est la plus grande planète circumbinaire découverte.
- 14 juin : formation d'une nouvelle tempête de poussières sur Mars.
- 15 juin : les laboratoires LIGO et Virgo annoncent la deuxième observation directe d'ondes gravitationnelles.
- 16 juin : 
  - la députée britannique travailliste Jo Cox est assassinée à Birstall, où elle tenait une permanence ;
  - ouverture de Shanghai Disneyland.
- 19 juin : 
  - un attentat-suicide visant le patriarche Ignace Ephrem II Karim lors d'une commémoration du génocide assyrien à Qamichli (Syrie) fait trois morts et cinq blessés ;
  - Virginia Raggi et Chiara Appendino, candidates du Mouvement 5 étoiles, sont élues maire de Rome et de Turin.
- 20 juin : une série d'attentats tue au moins 23 personnes à Kaboul en Afghanistan.
- 23 juin : 
  - les électeurs du Royaume-Uni choisissent par référendum de quitter l'Union européenne ; l'annonce du Brexit provoque un tsunami sur les Bourses européennes.
  - un accord entre le gouvernement et les FARC met fin au conflit armé colombien ;
  - une tornade dans la province chinoise de Jiangsu tue au moins 98 personnes et en blesse au moins 800 ;
  - une inondation touchant l’État de Virginie-Occidentale aux États-Unis tue au moins 26 personnes.
- 24 juin : désavoué par l'issue du référendum de la veille, le Premier ministre britannique David Cameron annonce sa démission pour l'automne.
- 25 juin :
  - l’universitaire Guðni Th. Jóhannesson remporte l’élection présidentielle en Islande.
  - une attaque dans un hôtel de Mogadiscio (Somalie) fait 11 morts[2].
- 26 juin :
  - environ 70 chefs d’État et de gouvernement assistent à l’inauguration du canal de Panama élargi ;
  - en Espagne, les élections législatives se traduisent par un redressement du Parti populaire au pouvoir ;
  - consultation sur le projet de transfert de l'aéroport de Nantes vers Notre-Dame-des-Landes en Loire-Atlantique (France), le projet est approuvé à 55 % ;
  - l'armée irakienne reprend la ville de Falloujah à l’État islamique.
- 27 juin : l'Inde devient le 35e membre du Régime de contrôle de la technologie des missiles[3].
- 28 juin :
  - l'Assemblée générale des Nations unies procède à l'élection du Conseil de sécurité ;
  - attentat à l'aéroport d'Istanbul en Turquie.
- 29 juin : élections législatives en Mongolie.
- 30 juin : une enquête est ouverte à la suite du premier accident mortel d'une voiture autonome.